# Сант-Андреу-да-Лябанерас
Сант-Андреу-да-Лябанерас (Catalan pronunciation: [ˈsant ənˈdɾew ðə ʎəβəˈneɾəs]) — муніципалітет, розташований 36 км на північ від Барселони (Каталонія) (Іспанія), уздовж узбережжя Середземного моря, між Матаро та Сант-Вісенс-де-Монтальт. Належить до комарки Маресме та провінції Барселона. Коротка назва - просто Llavaneres.
Llavaneres виходить на море на сході та природний парк на заході. Село має змішаний сільськогосподарський та житловий характер і за останні сорок років стало популярним місцем відпочинку та літнього проживання для людей, які живуть у Барселоні.

## Історія
Найдавніші археологічні залишки належать до неоліту, особливо скелі "Sant Magí" в горах Монтальт. Між річками Л'яванерес і Ле-Брюїкс розташоване село Кан-Санс, яке походить із римських часів, де вирощували виноградники та оливкові дерева. Економічна діяльність, як і в Матаро та інших громадах, була суто сільськогосподарською. Пізніше названий Сант-Андреу-де-Льяванерес, він був частиною Матаро і отримав незалежність у середині шістнадцятого століття. Сан-Андреу-де-Льяванерес став курортом кращого суспільства Барселони (1920). Кілька його модерністських будівель, побудованих такими архітекторами, як Хоакім Льорет і Хомс, датуються цим періодом.